# Tezozómoc (métro de Mexico)
Tezozómoc est une station de la Ligne 6 du métro de Mexico, située au nord de Mexico, dans la délégation Azcapotzalco.

## La station
La station est ouverte en 1983.
Son nom vient de la colonie voisine, baptisée d'après le souverain Tezozomoc. Une particularité de la station est que, comme celle d'Allende, ses deux plates-formes ne sont pas reliées entre-elles à l'intérieur de la station ; afin d'aller de l'un à l'autre l'usager doit sortir, traverser la rue, entrer dans l'autre sens et acheter un nouveau ticket, ou retourner aux stations précédentes (Azcapotzalco ou El Rosario selon le cas) pour ne pas avoir à payer un autre ticket.